# 梅ケ坪町
梅ケ坪町（うめがつぼちょう）は、愛知県春日井市にある地名。丁番を持たない単独町名である。

## 地理
春日井市中央部に位置する。北東は浅山町、南東は篠木町、南西は六軒屋町、北西はことぶき町・瑞穂通に接する。

## 歴史

### 沿革
- 1954年（昭和29年） - 春日井市八幡(旧篠木村)・関田(旧篠木村)の各一部により、同市梅ヶ坪町として成立[1]。
- 1983年（昭和58年） - 一部が浅山町に編入される[1]。

## 世帯数と人口
2019年（平成31年）4月1日現在の世帯数と人口は以下の通りである。
| 町丁     | 世帯数  | 人口  |
| -------- | ------- | ----- |
| 梅ケ坪町 | 309世帯 | 696人 |

### 人口の変遷
国勢調査による人口の推移
| 1995年（平成7年）  | 489人 | [ 7 ]  |  |
| 2000年（平成12年） | 707人 | [ 8 ]  |  |
| 2005年（平成17年） | 694人 | [ 9 ]  |  |
| 2010年（平成22年） | 681人 | [ 10 ] |  |
| 2015年（平成27年） | 662人 | [ 11 ] |  |

## 学区
市立小・中学校に通う場合、学区は以下の通りとなる。また、公立高等学校に通う場合の学区は以下の通りとなる。
| 番・番地等        | 小学校               | 中学校               | 高等学校 |
| ----------------- | -------------------- | -------------------- | -------- |
| 1～96番地         | 春日井市立篠木小学校 | 春日井市立東部中学校 | 尾張学区 |
| 97番地1〜113番地4 | 春日井市立松原小学校 | 春日井市立松原中学校 | 尾張学区 |

## 交通
- 国道19号（春日井バイパス）

## 施設
- 春日井市消防本部消防署北緯35度15分18.2秒 東経136度58分42.4秒 / 北緯35.255056度 東経136.978444度
- 吉田クリニック
- 永井歯科医院

## その他

### 日本郵便
- 郵便番号 : 486-0856[4]（集配局：春日井郵便局[14]）。